# Oxaenanus sumatrensis
Oxaenanus sumatrensis är en fjärilsart som beskrevs av Walker 1865. Oxaenanus sumatrensis ingår i släktet Oxaenanus och familjen nattflyn. Inga underarter finns listade i Catalogue of Life.